# باسم السبع
باسم السبع (2 يناير 1951-)، نائب في مجلس النواب اللبناني ووزير سابق. وهو من الطائفة الشيعية وهو أحد اقطاب قوى 14 آذار وعضو بتيار المستقبل. وقد خسر مؤخرا مقعده عن دائره بعبدا لصالح تحالف حزب الله.

## حياتة العلمية والعملية
- حاصل على شهادة في الإعلام من الجامعة اللبنانية.
- بالفترة ما بين 1979-1996 كان يعمل أمينا للسر في نقابة الصحافة اللبنانية.
- منذ عام 1983 عين أمينا عاما لإتحاد الصحافيين العرب واستمر به لغاية 1996
- عضو بالبرلمان اللبناني عن المقعد الشيعي في قضاء بعبدا منذ عام 1992 وحتى خسارته عام 2009.
- عين عام 1996 وزيرا للإعلام في حكومة الرئيس رفيق الحريري بعهد الرئيس إلياس الهراوي واستمر بالمنصب حتى عام 1998 عند نهاية ولاية الرئيس الهراوي.
- سبق له مارس مهنة الصحافة في صحيفة اللواء ومجلة البلد وصحيفة الشرق وأخيرا صحيفة السفير.

## حياته الأسرية
متزوج من ندى صليبي ولديهما طفلان.